# Main Square Festival
Pour les articles homonymes, voir MSF.
Le Main Square Festival est un festival de musique qui se déroule à la citadelle d'Arras pendant le premier week-end de juillet. Il se caractérise par sa programmation internationale et son site : la Citadelle d'Arras, inscrite au patrimoine mondial de l'UNESCO.
La 16e et 17e édition du festival, qui devaient avoir lieu en juillet 2020 et 2021 sont annulées, en raison de la pandémie de Covid-19,.

## Historique
La ville d'Arras souhaite en 2004 dynamiser la région par la création d'un grand événement culturel. La première édition du festival se déroule alors en juillet 2004 sous l'impulsion de France Leduc Productions. Le groupe anglais Placebo est la première tête d'affiche du festival et se produit devant 10 000 personnes, avec en première partie le groupe régional Gomm. En 2006, le jeune festival reçoit Depeche Mode et Muse, dont la venue rassemble sur deux jours près de 45 000 personnes. Les années suivantes sont marquées par l'ascension du festival, devenant un évènement musical majeur en France, grâce à la collaboration entre France Leduc Productions et Live Nation.

## Budget
En 2015, il est de six millions d'euros.

## Les sites

### Grand'Place
Le Main Square Festival doit son nom et une partie de son succès au site de la Grand'Place d'Arras, où le festival s'est déroulé pendant six ans. La Grand'Place est un ensemble architectural unique en Europe, qui offre un alignement de plus d’une centaine de façades de style baroque flamand. Ce site historique permettait d'accueillir environ 30 000 festivaliers par jour. Le Main Square Festival a accueilli sur ce lieu, entre autres, les groupes Muse, Coldplay, Depeche Mode, Radiohead, Placebo et Metallica.

### Citadelle d'Arras
Depuis 2010, le Main Square Festival se déroule au cœur de la citadelle d'Arras, conçue par Vauban au XVIIe siècle. Ce site, inscrit sur la liste du patrimoine mondial de l'UNESCO, permet d'augmenter la capacité d'accueil du festival. Pour la première édition sur le site de la citadelle, en 2010, le festival reçoit Black Eyed Peas, Pearl Jam, David Guetta, Pink, Rammstein et la fréquentation dépasse les 100 000 spectateurs sur trois jours.
En 2019, le festival s'agrandit encore. Un hectare supplémentaire est ajouté au site qui atteint désormais six hectares exploités. Parmi les nouveaux espaces ouverts, celui du Bastion de la Reine où une (nouvelle) troisième scène accueillera des groupes locaux.

## Éditions

### Têtes d'affiches
| Année | Dates                 | Affluence | Têtes d'affiches | Autres artistes notables | Prix  | Lieu        |
| ----- | --------------------- | --------- | --- | --- | ----- | ----------- |
| 2004  | 3 juillet             | 14 000    | Placebo | Gomm | 32 €  | Grand'Place |
| 2005  | 8 juillet             | 8 500     | Kyo, Sum 41 | | 32 €  | Grand'Place |
| 2006  | 30 juin - 1er juillet | 43 000    | Depeche Mode, Muse | Goldfrapp, The Kooks, Second sex | 75 €  | Grand'Place |
| 2007  | 29 - 30 juin          | 35 000    | Tryo, Indochine | Ayọ , Peter von Poehl, Air, The Sunshiners | 60 €  | Grand'Place |
| 2008  | 4 - 6 juillet         | 64 000    | The Chemical Brothers, Mika, Radiohead, The Kooks, Underworld | Justice, Sigur Ros, Vampire Weekend, BB Brunes, The Dø, The Wombats, Boys Noize, The Hoosiers | 135 € | Grand'Place |
| 2009  | 2 - 5 juillet         | 80 000    | Coldplay, Katy Perry, Kanye West, Placebo, Lenny Kravitz, Franz Ferdinand, Lily Allen                                                                                    | Kaiser Chiefs, The Ting Tings, Moby, Amy Macdonald, Phoenix, Bloc Party, Gossip, Duffy, -M-, Boys Noize, M. Ward, Birdy Nam Nam, Yuksek | 175 € | Grand'Place |
| 2010  | 2 - 4 juillet         | 105 000   | The Black Eyed Peas, Pearl Jam, Rammstein, David Guetta, Pink, -M- | Jamiroquai, Ben Harper, Gossip, Phoenix, Stereophonics, Julian Casablancas, Pony Pony Run Run, La Roux, Lilly Wood and the Prick, Yeasayer, Vitalic, Florence and the Machine, Skip the Use, The Bloody Beetroots, Delphic, Taylor Hawkins and the Coattail Riders | 135 € | Citadelle   |
| 2011  | 1er - 3 juillet       | 100 000   | Linkin Park, Arcade Fire, Coldplay, The Chemical Brothers, Moby, Bruno Mars                                                                                              | Two Door Cinema Club, PJ Harvey, Limp Bizkit, Queens of the Stone Age, The National, Elbow, Shaka Ponk, Kaiser Chiefs, White Lies, Yodelice, Rival Sons, Martin Solveig, Kasabian, Underworld, Two Door Cinema Club, Magnetic Man, Julian Perretta, Selah Sue, Puggy | 135 € | Citadelle   |
| 2012  | 29 juin - 1er juillet | 75 000    | Kasabian, Pearl Jam, Blink-182, Shaka Ponk, Justice, Skip the Use, Wiz Khalifa                                                                                           | Incubus, Simple Minds, Garbage, Florence and the Machine, The All-American Rejects, The Subways, Étienne de Crécy, Birdy Nam Nam, The xx, The Kooks, Chase and Status, Revolver, Noah and the Whale, Metronomy, Miles Kane, M83, Editors, Beat Assailant, The Mars Volta | 135 € | Citadelle   |
| 2013  | 5 - 7 juillet         | 100 000   | Green Day, Sting, Indochine, C2C, Archive, Madeon, DEUS, Kendrick Lamar                                                                                                  | The Prodigy, The Hives, Alt-J, Thirty Seconds to Mars, Biffy Clyro, Stereophonics, Puggy, Damien Saez, Rival Sons, Local Natives, Volbeat, Charles Bradley, Mike and The Mechanics, Twin forks, Netsky, Wax Tailor, Enter Shikari, Bloc Party, Lou Doillon, Alt-J, Modestep, Asaf Avidan, La Femme, Haim, Left Boy, Of Monsters and Men, Kodaline | 115 € | Citadelle   |
| 2014  | 3 - 6 juillet         | 135 000   | Iron Maiden, The Black Keys, David Guetta, Paul Kalkbrenner, -M-, Stromae, Skrillex, Franz Ferdinand, Imagine Dragons                                                    | MGMT, Alice in Chains, Mastodon, Jack Johnson, Détroit, Ghost, Parov Stelar, Triggerfinger, The John Butler Trio, Rodrigo y Gabriela, Yodelice, Keziah Jones, Gesaffelstein, Disclosure, Bakermat, Woodkid, Foals, London Grammar, Anna Calvi, The 1975, Girls in Hawaii, Bombay Bicycle Club, James Arthur, Twenty One Pilots, Arsenal, Nina Nesbitt, Alec Benjamin | 145 € | Citadelle   |
| 2015  | 3 - 5 juillet         | 120 000   | Lenny Kravitz, Muse, Shaka Ponk, Patrice, Hozier, IAM, Skip the Use, Madeon, Pharrell Williams, Rudimental                                                               | Lilly Wood, Mumford & Sons, Twin Atlantic, Tiken Jah Fakoly, The Script, Rival Sons, Circa Waves, The Arrogants, A-Vox, Tim Fromont Placenti, Sheppard, Coasts, Josef Salvat, Lindsey Stirling, BRNS, ILoveMakonnen, Isaac Delusion, James Bay, Oscar and the Wolf, Kodaline, Royal Blood, Sam Smith, Rone, Charli XCX, The Avener, Fakear | 115 € | Citadelle   |
| 2016  | 1 - 3 juillet         | 120 000   | Les Insus (Téléphone), Macklemore & Ryan Lewis, The Offspring, Iggy Pop, Disclosure, Ellie Goulding, Jake Bugg, Birdy Nam Nam, Last Train                                | Louise Attaque, Lonely The Brave, Mass Hysteria, Walk off the Earth, The Struts, Band of Horses, Ghinzu, Editors, Cayman Kings, The London Souls, Yelawolf, Jeanne Added, Flume, Boys Noize, Cardri, Bear's Den, Nathaniel Rateliff, Marina Kaye, X Ambassadors, Nekfeu, Salut c'est cool, EVRST, Tiggs Da Author, A-Vox, LEJ, Years & Years, Odesza | 115 € | Citadelle   |
| 2017  | 30 juin - 2 juillet   | 125 000   | Radiohead, System of a Down, Major Lazer, Savages, La Femme, Kungs, Biffy Clyro, Vitalic                                                                                 | Machine Gun Kelly, Above and Beyond, Frank Carter & The Rattlesnakes, Don Broco, The Inspector Cluzo, Die Antwoord, Jain, Kaleo, Dirtyphonics, Xavier Rudd, June Bug, Seasick Steve, Mark Lanegan Band, Highly Suspect | 129 € | Citadelle   |
| 2018  | 6 - 8 juillet         | 120 000   | Depeche Mode, Queens of The Stone Age, Orelsan, Nekfeu, BB Brunes, Jamiroquai, IAM, Feder, Justice, Paul Kalkbrenner, Roméo Elvis                                        | Liam Gallagher, Girls in Hawaii, The Breeders, The Courteeners, Youngr (en), Wolf Alice, Loïc Nottet, Damian Marley, Nothing But Thieves, Gojira, Boris Brejcha, The Blaze, Jungle, Pleymo, Tom Walker, Portugal. The Man, Kid Francescoli, The Hunna, Double T, PVRIS, Black Foxxes, Baasta!, Okay Monday | 129 € | Citadelle   |
| 2019  | 5 - 7 juillet         | 125 000   | DJ Snake, Christine and The Queens, Damso, Martin Garrix, Ben Harper & The Innocent Criminals, Skip the Use, Angèle, Lomepal, Macklemore, Bigflo & Oli                   | Charlotte de Witte, Cypress Hill, Arnaud Rebotini, Editors, Eddy de Pretto, Jain, Bring Me The Horizon, Caravan Palace, Gavin James, Miles Kane, Lizzo, Les Rappeurs En Cartons, Agar Agar, Shame, Warhola, Todiefor, Masego, Maggie Rogers, Matt Corby, Bekar, Edgär, Editors, Rival Sons, Tamino, Bring Me the Horizon, The John Butler Trio, Idles, Jonathan Wilson, Old Tree'z, Bisou Bisou | 129 € | Citadelle   |
| 2020  | 3 - 5 juillet         | Annulé    | | |       | COVID-19    |
| 2021  |                       | Annulé    | | |       | COVID-19    |
| 2022  | 30 juin - 3 juillet   | 150 000   | Twenty One Pilots, Sting, -M-, Black Eyed Peas, Angèle, SCH, DJ Snake, Niska, Gazo, Tiakola, Alan Walker, Louane, Madeon, George Ezra, Skip the Use                      | Sum 41, Caballero & JeanJass, Tones And I, Marcel et son orchestre, Henri PFR, Madeon, Pixies, LP, Yungblud, Turnstile, Bekar, Le Juiice, Kennyhoopla, CL, Kas:st live, Ninon, The Breakfast Club, Charbon, LP, Feu! Chatterton, Henri PFR, Marcel et son orchestre, P.R2B, Giant Rooks, The Lathums, YN, Richard Allen, Pastel Coast, Last Night We Killed Pineapple, Almost Lovers, La Femme, Gambi, Declan McKenna, Larkin Poe, The Regrettes, Iris Gold, Lena Deluxe, Edgär, Baasta!, Midos Ladowz, Okala, Space Alligators, Purple Disco Machine, Last Train, You Me At Six, Brass Against, Christone, Kingfish, Ingram, Junon, Betical, Eesah Yasuke, Dedhomiz, Massto | 150 € | Citadelle   |
| 2023  | 29 juin - 2 juillet   | 126 000   | Maroon 5, David Guetta, Izïa, Macklemore, Damso, Orelsan, Aya Nakamura, Lost Frequencies, Fever 333                                                                      | City & Colour, The Luka State, Calum Scott, Anna Calvi, Tiakola, Kungs, Ravage Club, Alvin Chris, Grand Cru, YMNK, Dirty Honey, Royal Republic, Hot Milk, Nova Twins, The Rose, Hamza, Apashe, Vitalic, Feu Mineral, Cloud, Orange Dream, Dear Deer, Konga, Ko Ko Mo, Suzane, Sir Chloe, Joé Dwêt Filé, Bbno$, Spoon, John Butler, Gang Clouds, Rethno, June Bug, Queen(ares), Lydsten | 155 € | Citadelle   |
| 2024  | 4 juillet - 7 juillet | 130 000   | Placebo, Louis Tomlinson, Sean Paul, Bring Me the Horizon, Ninho, Armin van Buuren, The Blaze, Sam Smith, Justice, Zara Larsson, Lenny Kravitz, Avril Lavigne, Tom Odell | Zola, Vladimir Cauchemar, Luther, Dystinct, Bianca Costa, Josman, Eddy de Pretto, Alonzo, Pierre de Maere, Zaho de Sagazan, Mosimann, Ronisia, Bekar | 215 € | Citadelle   |
| 2025  | 4 juillet - 6 juillet | 112 000   | Bigflo & Oli, Clara Luciani, DJ Snake, Mika, Martin Garrix, Julien Doré, Deftones                                                                                        | Franglish, Pierre Garnier, Luidji, L'Impératrice, Marcel et son orchestre, Peter Cat Recording Co., X Ambassadors, Lamomali, Mark Ambor, Alessi Rose, Aziya, BEN plg, Folamour, The Backseat Lovers, Gracie Abrams, David Kushner, Dasha, Hervé, Jolagreen23, Wunderhorse, Rüfüs du Sol, Last Train | 169€  | Citadelle   |

### Spéciales
| Année | Dates     | Affluence | Têtes d'affiches | Autres artistes notables  | Prix     |
| ----- | --------- | --------- | ---------------- | ------------------------- | -------- |
| 2008  | 14 août   | 22 000    | Metallica        | Gojira, Within Temptation | 79 €     |
| 2010  | 9 juillet | 25 000    | Prince           |                           | 84-124 € |

## Médiatisation
En 2008, le festival est retransmis sur France 4 dans le cadre de l'émission En direct de.... Pour l'édition 2009, le Main Square Festival est retransmis en direct et en différé par Virgin Radio et Virgin 17, alors qu'en 2010, seule Virgin Radio retransmet l'événement à la suite de la vente de Virgin 17 au groupe Bolloré. Pour 2011, la chaîne Direct Star a retransmis une partie de l'événement. Depuis 2012, CStar (anciennement D17) est partenaire du festival.